# سیارک ۶۸۱۰
سیارک ۶۸۱۰ (به انگلیسی: 6810 Juanclaria، نامگذاری:1969GC) شش هزار و هشتصد و دهمین سیارک کشف شده‌است که در ۹ آوریل ۱۹۶۹ کشف شد.